# Péter Brachfeld Latzko
Péter Brachfeld Latzko (Budapest 1910 - Barcelona 2003) va ser un promotor cultural hongarès, germà petit del psicòleg i filòsof hongarès Ferenc Oliver Brachfeld, i pare del morosòleg i escriptor català Pere Brachfeld. Péter Brachfeld es va establir a Catalunya en els anys 1960 i va aprendre català.
A Catalunya va fundar família i s'interessà sempre tant per fer conèixer Catalunya als seus compatriotes com per sensibilitzar la societat catalana envers la cultura i la realitat hongareses. Va tenir una important trajectòria intel·lectual a Catalunya en les vessants de la literatura, de la traducció, i va actuar com assessor editorial i promotor cultural. En conjunt, va desenvolupar una important tasca com a divulgador i mediador cultural d'Hongria a Catalunya i de Catalunya a Hongria.
Ha estat fundador a Barcelona el 1987 de l'Associació Cultural Catalano-Hongaresa/Katalán-Magyar Kulturalis Egyesület amb Géza Tolnay Winternitz. El 1993 va rebre la Creu de Sant Jordi.